# 仁川現代製鉄レッドエンジェルズ
仁川現代製鉄レッドエンジェルズ（インチョンヒュンダイせいてつレッドエンジェルズ）は、韓国仁川広域市を本拠とする女子サッカーチームである。現代自動車グループの系列会社である現代製鉄が運営している。現在WKリーグに参加しており、2013年から2021年までリーグ9連覇中である。ホームスタジアムは仁川南洞アジアードラグビー競技場、クラブの宿泊施設は仁川広域市西区景西洞にある。

## 歴史

### 創立
1993年12月1日、「仁川製鉄女子サッカーチーム」という名称で韓国最初の実業団女子サッカーチームとして設立された。

### 2018年
3月19日、チームのSNSを通じて浦和レッズレディースの長野風花を獲得したことを発表した。

### 2019年
1月17日、長野風花がなでしこリーグ2部のちふれASエルフェン埼玉に移籍した。
12月5日、チャン・スルギがスペイン女子サッカー1部リーグ＝プリメーラ・ディビシオン・フェメニーナのマドリードCFフェミニーノに移籍することが発表された。

### 2022年
8月1日、スペインのラージョを退団した田中陽子の加入がニュースサイトで発表された。ポジションはミッドフィルダーで、背番号は25。

## 現所属メンバー
注：選手の国籍表記はFIFAの定めた代表資格ルールに基づく。
| No. | Pos. |          | 選手名                         |
| --- | ---- | -------- | ------------------------------ |
| 1   | GK   | 大韓民国 | コン・ミンジ                   |
| 2   | DF   | 大韓民国 | キム・ドゥリ                   |
| 3   | DF   | 大韓民国 | シン・ミナ                     |
| 4   | DF   | 大韓民国 | キム・ドヨン                   |
| 5   | DF   | 大韓民国 | イ・スルギ                     |
| 6   | MF   | 大韓民国 | アン・ジヘ                     |
| 7   | FW   | 大韓民国 | シン・ジヘ                     |
| 8   | FW   | 大韓民国 | イ・ソダム                     |
| 9   | FW   | 大韓民国 | チョン・ソルビン ()            |
| 10  | FW   | ブラジル | ベアトリス・ジョアン           |
| 11  | MF   | ブラジル | タイース・ドゥアルチ・ゲーデス |
| 12  | DF   | 大韓民国 | ユン・ソニョン                 |
| 13  | FW   | 大韓民国 | パク・ヒヨン                   |

| No. | Pos. |          | 選手名                  |
| --- | ---- | -------- | ----------------------- |
| 14  | DF   | 大韓民国 | シン・セヨン            |
| 15  | DF   | 大韓民国 | キム・ダンビ            |
| 17  | MF   | 大韓民国 | イ・セウン              |
| 18  | GK   | 大韓民国 | キム・ジョンミ          |
| 19  | MF   | 大韓民国 | ハン・チェリン          |
| 20  | DF   | 大韓民国 | キム・ヘリ              |
| 21  | MF   | 大韓民国 | ジョン・ユンハ          |
| 22  | MF   | 大韓民国 | キム・ウリ              |
| 25  | DF   | 大韓民国 | コン・ドヒ              |
| 26  | DF   | 大韓民国 | イム・ソンジュ (副主将) |
| 27  | MF   | 大韓民国 | イ・ヨンジュ            |

### かつて所属していた選手
- イ・ミナ (2011 - 2017)
- チョ・ソヒョン (2011 - 2015)
- 長野風花 (2018)
- チャン・スルギ (2016 - 2019)
- 田中陽子 (2022 - 2024)